# Corydoras à trois bandes
Corydoras trilineatus
Espèce
Le Corydoras à trois bandes (Corydoras trilineatus) est un petit poisson de la famille des Callichthyidés. On le rencontre en Amérique du Sud mais c'est aussi un poisson d'aquarium d'eau douce apprécié.
Synonymes : 
- Corydoras dubius Nijssen & Isbrücker, 1967
- Corydoras episcopi Eigenmann & Allen, 1942

## Description de l'espèce

### Morphologie
C'est un Corydoras typique qui présente un corps visiblement fait pour reposer au fond et des barbillons autour de la bouche, lui permettant de fouiller le sol à la recherche de nourriture. La tonalité générale est claire avec des zébrures verticales sombres et une ligne horizontale noire s'étendant du milieu du corps jusqu'à la nageoire caudale. Chez le trilineatus, comme pour la plupart des corydoras, on remarque un dimorphisme sexuel : les mâles sont plus petits et plus sveltes que les femelles.
Le Corydoras julii, avec lequel il est souvent confondu, présente quant à lui des points sombres en lieu et place des zébrures. On peut facilement les différencier avec un œil averti, les dessins du C. trilineatus formant plutôt un labyrinthe sur la tête tandis que le C. julii est bien composé de points.

### Comportement
Le Corydoras à trois bandes est grégaire et aime vivre paisiblement en groupe. Il se cache dans les rochers et la végétation de fond.

#### Reproduction
C'est une espèce ovipare. La ponte a lieu dans les zones végétales denses. Les adultes ne s'occupent pas de leurs œufs. La femelle maintient 2 à 4 œufs entre ses nageoires pelviennes, le temps que le mâle les fertilise (env. 30 s). Ce n'est qu'après que la femelle nage vers un endroit approprié pour y déposer ses œufs. Ceux-ci, particulièrement collants, restent accrochés aux végétaux. Le couple répète le même scénario jusqu'à ce qu'une centaine d'œufs soient fertilisés et déposés.
Ces poissons peuvent vivre plus de 5 ans.

#### Alimentation
Omnivore, il cherche sa nourriture en fouillant le sol à l'aide de ses barbillons où il trouve vers, petits crustacés, insectes ou végétaux.

### Habitat naturel
Cette espèce est originaire d'Amérique du Sud (Brésil, Colombie, Pérou, Suriname) où il vit dans les eaux douces légèrement acides.

## Maintenance en captivité
| Origine         | Amérique du Sud     | Eau           | Eau douce     |
| Dureté de l'eau | max. 10 °GH         | pH            | 5,8 à 7,2     |
| Température     | 22 à 26 °C          | Volume mini.  | 150 l pour 10 |
| Alimentation    | Omnivore            | Taille adulte | env. 4 à 6 cm |
| Reproduction    | Ovipare             | Zone occupée  | Bas           |
| Sociabilité     | Paisible, en groupe | Difficulté    | Facile        |

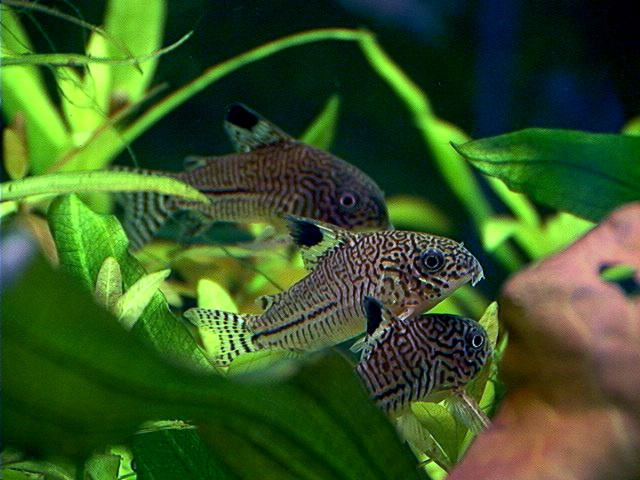
Les besoins sociaux des corydoras sont importants. Ici des Corydoras trilineatus au repos

Poisson de fond toujours apprécié des aquariophiles. Préférant une eau douce acide, il est  grégaire et reste discret dans l'aquarium. Il fait partie des corydoras les plus populaires, il a quand même besoin d'une bonne surface au sol pour être à l'aise.
Ils doivent être obligatoirement maintenus en groupe de 6 minimum, 10 étant plus approprié. C'est un corydoras discret qui reste souvent dans les plantes basses de l'aquarium, à l'ombre.
Il préfère une eau douce avec un GH compris entre 5 et 15, une eau acide avec un pH compris entre 6 et 7 (peut accepter jusqu'à 7,2) ainsi qu'une température comprise entre 22 et 26 °C.
L'aquarium idéal est composé de plantes basses, de nombreuses cachettes sous forme de roches, racines diverses pour lui permettre de se retirer à la vue. Il faudra une bonne surface au sol, comptez pour 10 individus une surface de 100x40 minimum. Veillez à ce que le sol ne soit pas coupant, cela pourrait blesser ou couper leurs barbillons assez fragiles.

### Nourriture
Omnivore, il apprécie particulièrement les larves de moustiques rouges.
« Femmes de ménage », « nettoyeurs de fond », etc. sont simplement des appellations commerciales. Ces poissons ne sont pas des nettoyeurs et ils ne pourront pas se contenter des restes. Les comprimés de fond, les proies vivantes ou surgelées (vers de vase, etc.) et même un apport végétal sont très appréciés.

### Élevage
Il faut prévoir dans le bac des zones végétales denses pour favoriser la ponte.